# Неклюдов, Владимир Павлович
Владимир Павлович Неклюдов (2 июля 1938, Воронеж, РСФСР, СССР — 30 марта 2021) — советский и российский художник, член-корреспондент Российской академии художеств (2009).
Брат-близнец советского и российского художника, члена-корреспондента РАХ Б. П. Неклюдова (1938—2014).

## Биография
Родился 2 июля 1938 года в Воронеже, жил и работал в Москве.
В 1962 году окончил факультет монументальной живописи Московского высшего художественно-промышленного училища.
С 1964 года — член Союза художников СССР.
В 2009 году избран членом-корреспондентом Российской академии художеств от Отделения живописи.
Скончался 30 марта 2021 года.

## Творческая деятельность
Основные монументально-декоративные работы в архитектуре: сграффито в холле пансионата «Времена года» (Звенигород, 1966 г.), сграффито в библиотеке Двоца культуры, «Город», «Село», (в соавторстве с Б. П. Неклюдова, Железногорск, 1968 г.), школа 618, роспись «Школьные годы» (Москва, 1969 г.), аэропорт, деревянные рельефы с росписью «Природа и человек» (1974 г., Магадан), росписи в ресторане гостиницы «Новочеркасск», «День и Ночь» (Новочеркасск, 1977 г.), цикл росписей в залах ресторана гцы «Жемчужина» (Сочи, 1978 г.), росписи в интерьерах детского сада «Детство и природа» (Десногорск, 1978 г.), аэропорт, ресторан, роспись «Тайна полета» (Внуково, 1980 г.), ст. м. «Московская» (сейчас носит имя Андел, чеш. Anděl — ангел), бронзовые рельефы, флорентийская мозаика «Москва» (Прага, 1985 г.), Русский драматический театр, роспись «История театра» (Гродно, 1986 г.), зал ожидания и ресторан, пространственный металл, витраж «Музыка неба» (Улан-Батор, 1988 г.), санаторий Министерства обороны, роспись, металл, «Дворянская старина», фонари (Москва, 1990 г.)
С 1962 года — постоянный участник выставок.

## Награды
- Премия Совета Министров СССР
- Медаль «За освоение целинных земель»
- Медаль «Ветеран труда»
- Медаль «В память 850-летия Москвы»
- победитель конкурса на оформление станции метро «Московская» в Праге (Чехословакия) в соавторстве с В. Бубновым и П. Шорчевым (1985)